# Cleptometopus mniszechii
Cleptometopus mniszechii är en skalbaggsart. Cleptometopus mniszechii ingår i släktet Cleptometopus och familjen långhorningar.

## Underarter
Arten delas in i följande underarter:
- C. m. rufovittatus
- C. m. mniszechii